# Scout Motors
Scout Motors — американская автомобилестроительная компания. Она принадлежит немецкому автоконцерну Volkswagen Group, который получил бренд Scout после приобретения в 2021 году американского производителя грузовиков Navistar International.
Компания Scout Motors была основана 11 мая 2022 года для производства электромобилей-внедорожников. Она полностью базируется в США и действует как независимая компания, управляемая отдельно от Volkswagen собственной исполнительной командой. Штаб-квартира находится в Тайсонсе, штат Виргиния.

## История
Марка Scout названа в честь внедорожника International Scout, выпускавшегося с 1961 по 1980 год. С 2020 года компания Volkswagen владеет торговой маркой Scout через свою американскую дочернюю компанию Navistar International.
11 мая 2022 года компания Volkswagen AG объявила о создании нового бренда Scout, предназначенного для электромобилей, которые проектируются, разрабатываются, производятся и продаются в США. Скотт Кио, генеральный директор Volkswagen в США, стал первым генеральным директором Scout Motors.
24 октября 2024 года компания Scout объявила, что будет продавать автомобили напрямую клиентам и обслуживать их самостоятельно, следуя модели, принятой конкурентами Tesla, Rivian и Polestar, а не использовать дилерскую сеть Volkswagen. Национальная ассоциация автомобильных дилеров (NADA) ответила, что оспорит это решение с помощью юридических и политических средств.

## Адреса

### Завод
3 марта 2023 года компания Scout Motors объявила о планах построить завод стоимостью 2 миллиарда долларов, который способен производить 200000 электромобилей в год в Блайтвуде, Южная Каролина. На заводе работают до 4000 человек. Первые две модели — среднеразмерный внедорожник и пикап, презентация которых намечена на 2027 год.

### Исследования и разработки
В декабре 2023 года компания Scout Motors объявила, что в 2024 году будет открыт первый научно-исследовательский центр со штаб-квартирой в Нови, штат Мичиган. Компания Scout Motors сообщила, что планирует нанять около 200 человек, как только научно-исследовательский центр начнёт работу.

## Модельный ряд
24 октября 2024 года компания Scout Motors представила два концепта: пикап Terra и внедорожник Traveler. Их презентация намечена на 2027 год. По состоянию на 2024 год, бронирование автомобилей возможно в США и Канаде.